# Modeste Burgen
Modeste Burgen OCist auch Modeste Bougeu (* vor 1780 in Burgund; † 13. Mai 1799 in Casamari, Veroli, Italien) war ein Konverse der Abteien Sept-Fons und Casamari sowie Märtyrer. Er wird in der römisch-katholischen Kirche als Seliger verehrt.

## Leben
Burgen war zunächst Konverse in der Abtei Sept-Fons. Nachdem sein Kloster durch die Französische Revolution unterdrückt wurde, begann er im Januar 1796 als Konverse das Noviziat in Casamari, wo er am 9. Januar 1797 die einfache Profess ablegte.
Am 13. Mai 1799 drangen circa 20 Soldaten der französischen Revolutionsarmee bei ihrem Durchmarsch in die Abtei Casamari ein, um sie zu plündern. Burgen wurde von den Soldaten durch Arkebüsen und Säbelhiebe getötet. Die Soldaten ermordeten insgesamt fünf weitere Mönche von Casamari. Burgen wurde in der Abteikirche von Casamari begraben.

## Verehrung und Seligsprechung
Am 26. Mai 2020 sprach Papst Franziskus Burgen und fünf weiteren Märtyrern von Casamari den heroischen Tugendgrad zu. Am 17. April 2021 wurde Burgen mit seinen fünf Leidensgenossen durch Marcello Semeraro, Präfekt der Kongregation für die Selig- und Heiligsprechungsprozesse, seliggesprochen, der in seiner Predigt die Märtyrer als „Zeugen der Liebe Jesu“ bezeichnete.